# Nebraska City
Nebraska City – miasto w Stanach Zjednoczonych, w stanie Nebraska, w hrabstwie Otoe.